# Kermit, Texas
Kermit är en stad i den amerikanska delstaten Texas med en yta av 6,5 km² och en folkmängd som uppgår till 5 714 invånare (2000). Kermit är administrativ huvudort i Winkler County. Orten fick sitt namn efter president Theodore Roosevelts son Kermit Roosevelt efter att Theodore Roosevelt hade besökt Winkler County.